# Rødekro Kommune
Rødekro Kommune i Sønderjyllands Amt blev dannet ved kommunalreformen i 1970. Ved strukturreformen i 2007 blev den indlemmet i Aabenraa Kommune sammen med Bov Kommune, Lundtoft Kommune og Tinglev Kommune.
I 1988 blev Rødekro Kommunes Kulturpris etableret. Prisen bliver uddelt årligt til personer, som har gjort noget for det kulturelle liv i Danmark. Efter Strukturreformen i 2007 blev prisen omdøbt til Rødekro Kulturpris.

## Tidligere kommuner
Rødekro Kommune blev dannet ved sammenlægning af 5 sognekommuner:
| Kommune     | Folketal 1. januar 1970 | Byer                          |
| ----------- | ----------------------- | ----------------------------- |
| Egvad       | 578                     |                               |
| Hellevad    | 1.091                   | Hellevad                      |
| Hjordkær    | 1.476                   | Hjordkær                      |
| Rise        | 3.129                   | Rødekro                       |
| Øster Løgum | 1.865                   | Genner og Hovslund Stationsby |
| I alt       | 8.139                   |                               |

Rise Sogn afgav dele af Søst, Rise, Brunde og Rise-Hjarup ejerlav til Aabenraa Kommune.

## Sogne
Rødekro Kommune bestod af følgende sogne:
- Egvad Sogn (Sønder Rangstrup Herred)
- Hellevad Sogn (Sønder Rangstrup Herred)
- Hjordkær Sogn (Rise Herred)
- Rise Sogn (Rise Herred)
- Øster Løgum Sogn (Sønder Rangstrup Herred)

## Borgmestre[4]
| Navn           | Parti             | Periode   |
| -------------- | ----------------- | --------- |
| Niels Sørensen | Venstre           | 1970-1982 |
| Erik Larsen    | Venstre           | 1982-1994 |
| Tove Larsen    | Socialdemokratiet | 1994-2006 |

## Rådhus
Efter strukturreformen havde Aabenraa Kommune Rødekros rådhus på Hærvejen 8 til salg i et halvt år. Det blev først solgt, da kommunen selv havde fundet en virksomhed, der ville leje en stor del af bygningen. Kommunen lejede sig selv ind og havde borgerservice i rådhuset indtil starten af 2009, hvor den nye ejer (et forsikringsselskab) selv skulle bruge lokalerne.